# Чаатинский сумон
Сумон Чаатинский — сельское поселение в Улуг-Хемском кожууне Тывы Российской Федерации.
Административный центр — село Чодураа.

## История
Статус и границы сельского поселения установлены Законом Республики Тыва от 24 декабря 2010 года N 268 ВХ-I «О статусе муниципальных образований Республики Тыва».

## Население
| 2017 | 2018 |
| ---- | ---- |
| 822  | ↗843 |

## Состав сельского поселения
| № | Населённый пункт | Тип населённого пункта       | Население |
| - | ---------------- | ---------------------------- | --------- |
| 1 | Чодураа          | село, административный центр | ↗892      |